# Two Point Campus
Two Point Campus est un jeu vidéo de simulation d'entreprise développé par Two Point Studios et édité par Sega. Il succède au jeu Two Point Hospital sorti en 2018 et charge le joueur de construire et de gérer un campus universitaire. Le jeu est sorti sur Windows, Nintendo Switch, PlayStation 4, PlayStation 5, Xbox One et Xbox Series X/S le 9 août 2022.

## Système de jeu
Dans Two Point Campus, le joueur doit construire et gérer un campus universitaire, avec diverses salles éducatives telles que des salles de classe, des amphithéâtres et des bibliothèques, ainsi que l'organisation de différents événements culturels et activités parascolaires, il doit également nommer du personnel, tel que des conférenciers, des assistants pédagogiques et des concierges. En plus de maintenir le fonctionnement du campus, le joueur doit également veiller au bien-être des étudiants. Si un étudiant veille trop durant la nuit, il se peut qu'il ne suive pas les cours le lendemain. Les élèves appartiennent à différents archétypes et leurs personnalités sont générées de manière procédurale. Contrairement à l'Two Point Hospital, dans lequel les patients quittent l'hôpital une fois guéris, les étudiants du campus resteront beaucoup plus longtemps. Chaque année dans le jeu dure environ 20 minutes, des cérémonies de remise des diplômes auraient lieu et de nouveaux étudiants arrive alors, ils interagissent les uns avec les autres et peuvent développer des relations avec d'autres personnages du jeu. Chaque étudiant a également ses propres besoins spécifiques, et il réussira, échouera ou abandonnera ses études en fonction de la façon dont il a été guidé pendant son séjour sur le campus.
Comme Two Point Hospital, le jeu se déroule dans le comté de Two Point, et certains personnages de Hospital sont de retour dans Campus. Au début du jeu, le joueur reçoit un terrain et il peut librement planifier et construire le campus, tracer des chemins et placer des décorations à l'intérieur et à l'extérieur du bâtiment. Le jeu propose un mode bac à sable où le joueur peut construire leur école librement. Un environnement propre attirerait plus d'étudiants, ce qui apporterait alors au joueur plus de revenus. La gestion financière reste un pilier important du gameplay, car la construction de nouveaux bâtiments et le maintien du bonheur des étudiants ont un coût financier. Comme dans Hospital, le jeu propose un ton léger et propose mettre en place divers cours exotiques tels que "Knight School", dans lequel les étudiants étudient la littérature ancienne et apprennent à devenir un chevalier médiéval.

## Développement
Two Point Campus est le successeur de Two Point Hospital et le deuxième jeu développé par le développeur britannique Two Point Studios. Le studio a été inspiré par Animal House, Pitch Perfect, Grease et Harry Potter. L'équipe a ajouté un système de "traits", qui permet aux étudiants de nouer des relations. L'équipe pensait qu'en permettant au joueur de voir comment les étudiants évoluent tout au long des années académiques dans le jeu, ils commenceraient à s'occuper d'eux. Le système a été ajouté car l'équipe a été influencée par d'autres jeux de simulation, tels que la série Les Sims. Selon le directeur du jeu Gary Carr, "le sous-produit que nous voulons, c'est quand vous dites au revoir à votre première inscription, si nous pouvons vous donner une petite larme à l'œil pendant que vous les emmenez dans le grand monde, c'est génial". Le jeu propose des mécanismes de city-builder plus varié que Hospital, car l'équipe voulait répondre aux besoins des joueurs qui sont plus intéressés par la construction créative que par la gestion réelle du campus.
Le jeu a été officiellement annoncé le 10 juin 2021, bien que le jeu ait été divulgué via la boutique Xbox le 31 mai. Le studio a invité la communauté à contribuer au jeu via le programme Games2Gether, qui a été créé par l'autre studio de développement de Sega Amplitude. Le jeu devait initialement sortir sur Windows, Nintendo Switch, PlayStation 4, PlayStation 5, Xbox One et Xbox Series X et Series S le 17 mai 2022,. Two Point Studios a annoncé en avril 2022 que l'équipe avait reporté la date de sortie du jeu au 9 août 2022.